# Ген (роман)
За понятието от биологията вижте ген.
Ген (на английски: Next) е техно-трилър от американския писател Майкъл Крайтън, издаден за първи път през 2006 г.

## Сюжет
Внимание:  Текстът по-долу разкрива сюжета на произведението (или части от него)!
Действието се развива в настоящето, където както правителството, така и частният сектор харчат милиарди долари всяка година за генетични изследвания. Романът проследява опитите на множество герои, включително трансгенетични животни, да оцелеят в свят, доминиран от генетични изследвания, корпоративна алчност и юридически намеси.
Франк Бърнет получава агресивна форма на левкимия, и преминава през интензивно лечение и четири години с редовни прегледи. Той по-късно научава, че тези прегледи са претекста за изследователите на генетичната база на неговия необичайно успешно лечение, и медицинският университет е продал правата за клетките на Франк на BioGen, биотехнологична startup компания.

## Издания на български език
- 2007 — „Ген“ — изд. Бард, ISBN 978-954-585-803-1